# Łańcuch Markariana

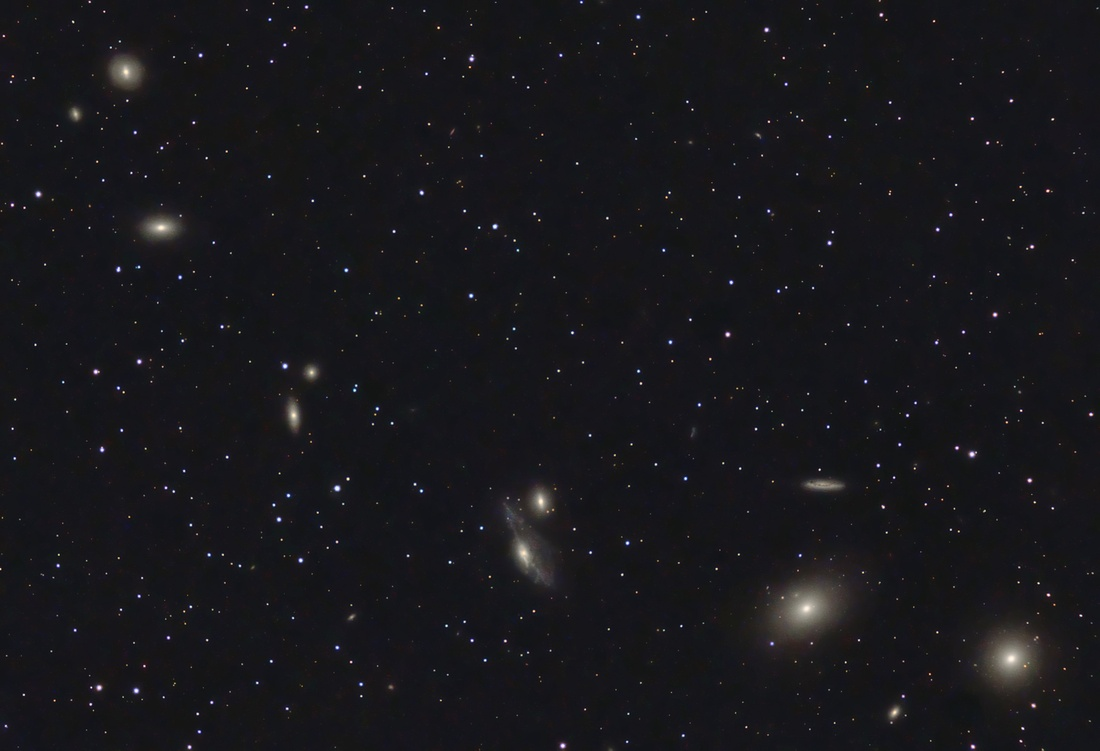
Łańcuch Markariana na amatorskim zdjęciu

Łańcuch Markariana – łańcuch galaktyk należący do Gromady w Pannie. Nazwa łańcuch nawiązuje do widocznego z Ziemi ułożenia poszczególnych galaktyk na zakrzywionej linii. Został on nazwany nazwiskiem ormiańskiego astrofizyka, Beniamina Markariana, odkrywcy łańcucha na początku lat 60. XX wieku. Główne galaktyki należące do łańcucha to M84 (NGC 4374), M86 (NGC 4406), NGC 4477, NGC 4473, NGC 4461, NGC 4458, NGC 4438 oraz NGC 4435. Co najmniej siedem galaktyk porusza się w sposób spójny, lecz inne wydają się być nałożone w łańcuch przez przypadek.